# Provincia di Batna
La provincia di Batna (in arabo: ولاية باتن) è una delle 58 province dell'Algeria, divisa in 21 distretti comprendenti 61 comuni.
Prende il nome dal capoluogo Batna. Altre città importanti della provincia sono Barika, Merouana e Timgad.

## Popolazione
La provincia conta 1.119.791 abitanti, di cui 565.320 di genere maschile e 554.472 di genere femminile, con un tasso di crescita dal 1998 al 2008 del 1.6%.

## Geografia antropica

### Suddivisioni amministrative

1. Distretto di Aïn Djasser•
2. Distretto di Aïn Touta•
3. Distretto di Arris•
4. Distretto di Barika•
5. Distretto di Batna•
6. Distretto di Bouzina•
7. Distretto di Chemora•
8. Distretto di Djezzar•
9. Distretto di El Madher•
10. Distretto di Ichmoul•
11. Distretto di Menaâ•
12. Distretto di Merouana•
13. Distretto di N'Gaous•
14. Distretto di Ouled Si Slimane•
15. Distretto di Ras El Aioun•
16. Distretto di Seggana•
17. Distretto di Seriana•
18. Distretto di Tazoult•
19. Distretto di Théniet El Abed•
20. Distretto di Timgad•
21. Distretto di T'Kout

Nella tabella sono riportati i comuni della Provincia, suddivisi per distretto di appartenenza.
| Distretto                     | Comune                                                       |
| ----------------------------- | ------------------------------------------------------------ |
| Distretto di Aïn Djasser      | Aïn Djasser, El Hassi                                        |
| Distretto di Aïn Touta        | Aïn Touta, Ben Foudhala El Hakania, Maafa, Ouled Aouf        |
| Distretto di Arris            | Arris, Tighanimine                                           |
| Distretto di Barika           | Barika, M'doukel, Bitam                                      |
| Distretto di Batna            | Batna, Fesdis, Oued Chaaba                                   |
| Distretto di Bouzina          | Bouzina, Larbaâ                                              |
| Distretto di Chemora          | Chemora, Boulhilat                                           |
| Distretto di Djezzar          | Djezzar, Ouled Ammar, Abdelkader Azil                        |
| Distretto di El Madher        | El Madher, Aïn Yagout, Boumia, Djerma                        |
| Distretto di Ichmoul          | Ichmoul, Foum Toub, Inoughissen                              |
| Distretto di Menaâ            | Menaâ, Tigherghar                                            |
| Distretto di Merouana         | Merouana, Oued El Ma, Ksar Bellezma, Hidoussa                |
| Distretto di N'Gaous          | N'Gaous, Boumagueur, Sefiane                                 |
| Distretto di Ouled Si Slimane | Ouled Si Slimane, Taxlent, Lemsane                           |
| Distretto di Ras El Aioun     | Ras El Aioun, Gosbat, Guigba, Rahbat, Talkhamt, Ouled Sellam |
| Distretto di Seggana          | Seggana, Tilatou                                             |
| Distretto di Seriana          | Seriana, Lazrou, Zanat El Beida                              |
| Distretto di Tazoult          | Tazoult, Ouyoun El Assafir                                   |
| Distretto di Théniet El Abed  | Théniet El Abed, Oued Taga, Chir                             |
| Distretto di Timgad           | Timgad, Ouled Fadel                                          |
| Distretto di T'Kout           | T'Kout, Kimmel, Ghassira                                     |